# 崁頂站 (新北市)
崁頂站位於新北市淡水區沙崙路二段及新市六路交叉口，是淡海輕軌綠山線的車站。本站為台灣最北端鐵路車站（北緯25度12分3秒）。在本站開始營運前，台灣最北端的車站為台北捷運淡水站。
本站北側的尾軌可通往淡海輕軌機廠及做為規劃中的三芝延伸線營運使用，淡海輕軌機廠未完工啟用前，暫時利用本站尾軌及部分路口作為臨時駐車區。

## 月台構造
- 島式月台[4][5]。

### 月台配置
| 地面                   |                                                          |
| 一月台                 | ←（淡海機廠） 淡海輕軌 往紅樹林方向（V10 淡海新市鎮站）→ |
| 島式月台，左／右側開門 |                                                          |
| 二月台                 | ←（淡海機廠） 淡海輕軌 往紅樹林方向（V10 淡海新市鎮站）→ |
| 出入口                 | 連通道                                                   |

## 歷史
2018年12月23日啟用。

## 利用狀況
| 年   | 年間    | 年間    | 年間     | 年間     | 1日平均 | 1日平均 |
| 年   | 上車    | 下車    | 上下車計 | 來源     | 上車    | 上下車  |
| ---- | ------- | ------- | -------- | -------- | ------- | ------- |
| 2018 | 無資料  | 無資料  | 無資料   | [ 註 1 ] | 無資料  | 無資料  |
| 2019 | 216,000 | 248,000 | 464,000  | [ 註 2 ] | 592     | 1,271   |
| 2020 | 100,000 | 120,000 | 220,000  | [ 8 ]    | 273     | 601     |
| 2021 | 43,000  | 53,000  | 96,000   | [ 9 ]    | 118     | 263     |
| 2022 | 35,000  | 44,000  | 79,000   | [ 10 ]   | 96      | 216     |

## 車站周邊

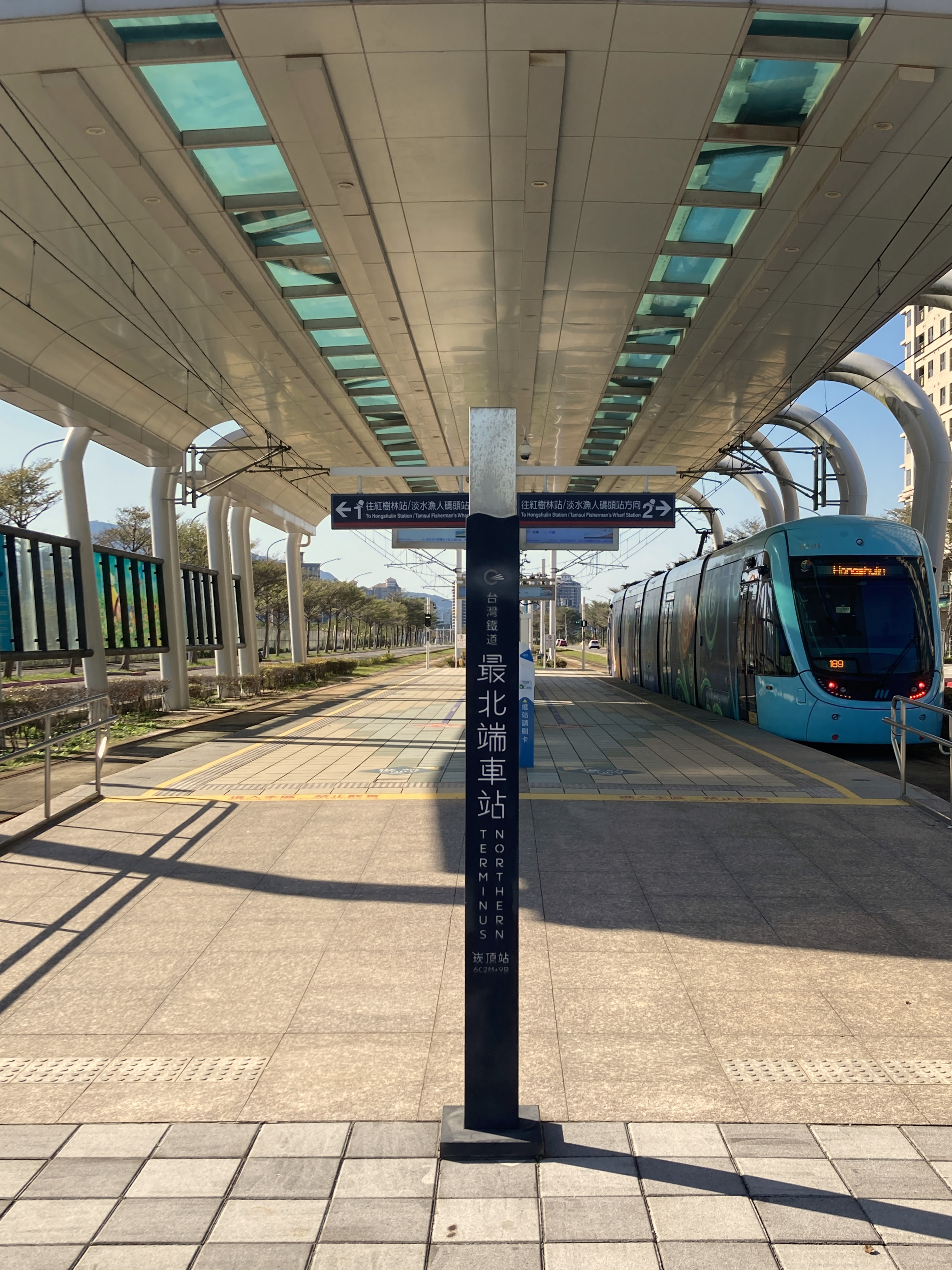
台灣最北端車站碑

- 海尾仔
- 台灣最北端車站碑
- 淡海輕軌淡海機廠
- 新北市公共自行車租賃系統
  - 輕軌崁頂站
  - 輕軌崁頂站（西側）
- 美麗新廣場淡海館
- 美麗新淡海影城

## 公車資訊
| 編號 | 經營業者 | 區間             | 備註 |
| ---- | -------- | ---------------- | ---- |
| 872  | 淡水客運 | 捷運淡水站－中泰 |      |

## 腳註

### 備註
1. ↑  2018年12月24日起營運，開放免費搭乘一個月[6]。
2. ↑  108年新北市捷運統計年報（來源：新北捷運公司。2019年2月1日起開始收費，運量從此日開始計334天）[7]

### 來源資料
1. ↑  .   [2018-12-24]. （原始内容存档于2020-06-07）.
2. ↑  李雅雯. . 自由時報電子報. 2015-09-18  [2015-09-17]. （原始内容存档于2020-06-07） （中文（臺灣））.
3. ↑  彭懷玉. . ETtoday新聞雲. 2020-09-01  [2023-08-27]. （原始内容存档于2023-08-27）.
4. ↑  高速鐵路工程局、新北市政府. . 新北捷運公司: 頁7-5. 2013-03  [2018-11-30]. （原始内容存档于2018-11-30）.
5. ↑  . 新北市政府捷運工程局. 2018-10-17  [2018-12-02]. （原始内容存档于2018-12-02）. 三環三線進度公開專頁
6. 1 2  王鴻國. . 中央社. 2018-12-23  [2023-08-27]. （原始内容存档于2023-08-27）.
7. ↑   (PDF). 新北市政府捷運工程局: 44–48. 2020-06-04  [2020-06-06]. （原始内容 (PDF)存档于2020-06-07）.
8. ↑  .  (PDF) (报告) 中華民國109年. 新北市政府捷運工程局: 頁44–49. 2021年5月  [2021-05-08]. （原始内容存档 (PDF)于2021-05-08）.
9. ↑  .  (PDF) (报告) 中華民國110年. 新北市政府捷運工程局: 頁42–47. 2022年5月  [2022-05-18]. （原始内容存档 (PDF)于2022-05-19）.
10. ↑  .  (PDF) (报告) 中華民國111年. 新北市政府捷運工程局: 頁44–47. 2023年6月  [2023-10-08]. （原始内容存档 (PDF)于2024-01-27）.
11. ↑  謝佳真. . Newtalk新聞. 2020-08-21  [2023-08-27]. （原始内容存档于2023-08-27）.

## 外部連結
- 新北大眾捷運股份有限公司 （页面存档备份，存于）
- 新北市政府捷運工程局 （页面存档备份，存于）